# 외전 베르사이유의 장미
『외전 베르사이유의 장미』는 다카라즈카 가극단의 뮤지컬 작품이다.

## 개요
이케다 리요코가 원작, 외전 원안을 담당하고, 우에다 신지가 각본, 연출을 담당했다. 주요 조연에 스포트라이트를 두고 원작 이야기 종료 후(프랑스 혁명 이후)의 세계를 그린다. 종래의 무대에서는 없었던 새로운 장면, 종래의 만화 설정을 무시한 부분도 다수 있어 거의 새로운 내용에 가깝다.
2008년에 전국투어 당시 「외전 삼부작」으로써 제로델 편, 알랭 편, 베르나르 편이 차례차례 상연되었다. 이듬해인 2009년 중일극장에서 외전 앙드레편이 상연된 이후, 본공연에서 재연하게 되었다.

## 상연기록
2008년 유키구미(제로델 편)
전국투어 : 5월 17일〜6월 15일
병연(併演)은 쇼 판타지 「밀로와르」
공연 장소
- 오사카
- 마츠야마
- 후쿠오카
- 나가사키
- 기타큐슈
- 히로시마
- 세키오
- 아마마츠
- 가와구치
- 이치카와
- 삿포로
- 사가미오노

2008년 하나구미(알랭 편)
전국투어 : 9월 20일〜10월 17일
병연은 그랜드 레뷰「Enter the revue」
공연 장소
- 9월 20일・21일　우메다 예술극장 메인 홀
- 9월 23일　오미야 소닉시티(사이타마현)
- 9月24日　이세자키 시 문화회관(군마현)
- 9월 26일　후쿠시마 문화센터(후쿠시마현)
- 9월 27일・28일　이즈미테이21(미야기현 센다이시)
- 9월 30일　기타카미 사쿠라 홀(이와테현 기타카미시)
- 10월 2일　후루사토 교류권민 센터・오르텐시아(아오모리현 고쇼가와라시)
- 10월 4일・5일　아키타 시민회관(아키타현)
- 10월 7일　니가타 현민회관(니가타현)
- 10월 9일　치가사키 시민 문화회관(가나가와현)
- 10월 11일　후추의 숲 예술극장(도쿄도)
- 10월 12・13일　이치카와 시 문화회관(지바현)
- 10월 15일　한다 시 복지 문화회관(아이치현)
- 10월 16일　욧카이치 시 문화회관(미에현)
- 10월 17일　미에 현 문화회관

2008년 호시구미(베르나르 편)
전국투어 : 11월 8일〜12월 7일
병연은 로맨틱 레뷰「네오 댄디즘 III」
내용 및 일부 배역이 같은 해 상연된 「스칼렛 핌퍼넬」과 중복되는 것이 화제였다.
공연 장소
- 11월 8일・9일　우메다 예술극장 메인 홀
- 11월 11일　돗토리 현립 倉吉未来中心
- 11월 12일　돗토리 현민회관
- 11월 14일・15일・16일　후쿠오카 시민회관(후쿠오카현)
- 11월 18일　이치코 통합 문화센터(오이타현)
- 11月20日　규슈 후생연금 회관(후쿠오카현 기타큐슈시)
- 11월 22일　히코네 시 문화 플라자(시가현)
- 11월 23일・24일　중경대학 문화 시민회관 오로라 홀オーロラホール(구 나고야 시민회관)(아이치현)
- 11월 26일　야마나시 현립 문화홀(야마나시현)
- 11월 28일　사이타마 시 문화센터(사이타마현)
- 11월 29일・30일　가나가와 현민 홀
- 12월 2일・3일　시즈오카 시민 문화회관시즈오카현)
- 12월 5일　알파 아나부키 홀(카가와 현민 홀)
- 12월 6일・7일　오카야마 시민회관(오카야마현)

2009년 소라구미(앙드레 편)
중일극장 : 2월 1일〜23일
병연은 그랜드 레뷰 「댄싱 UFO」
| 기간               | 오스칼        | 베르나르      |
| ------------------ | ------------- | ------------- |
| 2월 1일～2월 12일  | 사기리 세이나 | 나기나 루미   |
| 2월 13일～2월 20일 | 나기나 루미   | 사기리 세이나 |
| 2월 21일～2월 23일 | 사기리 세이나 | 나기나 루미   |

2009년 하나구미(앙드레 편)
다카라즈카 대극장 : 9월 4일～10월 5일(신인공연 : 9월 23일(수) 18 : 00개연), 도쿄 다카라즈카 극장 : 10월 23일～11월 22일(신인공연 : 11월 5일(목) 18：30개연
병연은 스파클링 쇼 「EXCITER!!」
같은 해 2월에 중일극장에서 상연된것을 리메이크.

## 줄거리
각 초연 공연의 내용을 바탕으로 기술.
제로델 편
제로델은 스웨덴의 귀족 페르젠의 여동생 소피아의 사랑을 가슴에 묻고 프랑스의 귀족으로써 긍지를 가지고 살아간다. 혁명 이후 왕당파 귀족들이 차례차례 처형되는 중, 제로델은 나폴레옹의 암살을 시도하지만 실패한다.숨어들어간 수도원에서 수녀가 된 소피아와 재회하여 그 품에서 숨을 거둔다.
알랭 편
알랭은, 여동생 디안느의 망령과 함께 폐허가 된 연병장에 혼자 서 있었다. 알랭은 위병대나 프랑스 혁명의.나날을 회상한다. 그 또한 앙드레와 같이 오스칼을 사랑하고 있었다. 혁명 이후 대두된 나폴레옹의 휘하에서 알랭은 장군 자리에까지 출세한다. 하지만 나폴레옹의 야심과 혁명의 이상의 모순을 깨닫게 된다. 그는 지금 나폴레옹과 대립하는 것은 무모한 일임을 알면서도 죽음을 각오하고 그 자객과 싸워 목숨을 잃는다.
베르나르 편
혁명파의 신문기자 베르나르는 도적 「검은 기사」로써 암약하고 있었다. 붙잡힌 자르제 저택에서 로잘리와 재회하여 그녀의 간호를 받던 중 두사람 사이에 애정이 생겨 결혼한다. 파리로 돌아온 두사람은 혁명가들로부터도 축복받는다. 머지않아 혁명은 권력투쟁화 되고 나폴레옹의 황제 즉위가 다가왔을 때 알랭과 제로델은 나폴레옹 암살을 계획한다. 베르나르도 참가를 원했지만 로잘리가 알랭의 전언(결행 일시)을 속여서 전하는 바람에 베르나르만이 살아남는다. 하지만 거짓 전언은 「펜으로 진실을 알리기를 원한다」는 알랭의 부탁이기도 했다. 로잘리의 임신 사실도 알게되어 베르나르는 살아남은 자의 역할로써 오스칼의 뜻을 계속하여 전할 것을 결의한다.
앙드레 편
1763년, 앙드레는 소꿉친구 마리즈와 다시 만날것을 약속하고 자르제가로 떠났다. 성장한 마리즈는 앙드레와 만나기 위해 베르사이유 근처의 술집에서 일하고, 머지않아 신분을 속이고 가게에 온 부이예 장군의 양녀가 된다. 드디어 혁명은 눈앞에 다가오고, 앙드레는 상관인 부이예 장군에게 오스칼이 전장에 나가지 않아도 되도록 배치를 바꿔 줄 것을 탄원하러 가서 마리즈와 재회한다. 마리즈는 앙드레가 오스칼을 사랑하고 있는 것을 알고 슬퍼한다. 앙드레와 오스칼이 전사한 후 앙드레가 마리즈에게 보낸 사죄의 말과 리본이 도착한다. 그것은 헤어질 때 그녀가 건낸 것이었다.

## 출연자
푸른 배경이 주연 남역, 핑크 배경이 주연 여역을 나타낸다. 불명확한 점은 공백. 2009년 하나구미의 배우 이름 뒤에 「다카라즈카」, 「도쿄」의 표기가 없으면 두 극장 공통의 배역이다.
|                     | 2008년 유키구미                                     | 2008년 하나구미                                   | 2008년 호시구미 | 2009년 소라구미            | 2009년 하나구미 | 2009년 하나구미                                                                                                 |
| 역할명／극장        | 전국투어                                            | 전국투어                                          | 전국투어        | 중일극장                   | 다카라즈카・도쿄 | 다카라즈카・도쿄                                                                                                |
| 역할명／극장        | 전국투어                                            | 전국투어                                          | 전국투어        | 중일극장                   | 본공연 | 신인공연 |
| ------------------- | --------------------------------------------------- | ------------------------------------------------- | --------------- | -------------------------- | --- | --- |
| 오스칼              | 오토즈키 케이                                       | 아이네 하레이                                     | 스즈미 시오     | 사기리 세이나 /나기나 루미 | 아이네 하레이 | 타이가 린 |
| 앙드레              | －                                                  | 소 카즈호                                         | 타츠키 요       | 야마토 유가                | 마토부 세이 | 노조미 후토 |
| 앙드레(어린시절)    | －                                                  | －                                                | －              | 아마사키 치하나            | 타이가 린 | 오사키 아야카                                                                                                   |
| 페르젠              | 아야부키 마오                                       | －                                                | －              | 유미 히로                  | 마노 스가타 | 오오토리 마유                                                                                                   |
| 알랭                | －                                                  | 마토부 세이                                       | 타츠키 요       | 호쿠쇼 카이리              | 소 카즈호 | 미네노 카즈마                                                                                                   |
| 제로델              | 미즈 나츠키                                         | 미스즈 아키                                       | －              | 토키 이리스                | － | － |
| 로잘리              | －                                                  | －                                                | 토노 아스카     | －                         | － | － |
| 베르나르            | －                                                  | －                                                | 아란 케이       | 사기리 세이나 /나기나 루미 | 미스즈 아키 | 코가 아사히 |
| 디안느              | －                                                  | 사쿠라노 아야네                                   | －              | －                         | － | － |
| 소피아              | 시라하네 유리                                       | －                                                | －              | －                         | － | － |
| 마리즈              | －                                                  | －                                                | －              | 히즈키 하나                | 사쿠라노 아야네 | 아마사키 치하나                                                                                                 |
| 마리즈(어린시절)    | －                                                  | －                                                | －              | 모모치 이토                | 아마사키 치하나 | 고토카 치노 |
| 자르제 백작         | 반 아키라                                           | -                                                 | 에비라 카오루   | 에비라 카오루              | 에비라 카오루 | 우라키 히로토                                                                                                   |
| 부이예              | 이츠키 치히로                                       | 호시하라 미사오                                   | -               | 이츠키 치히로              | 호시하라 미사오 | 마나세 하루카                                                                                                   |
| 데스마즈            | -                                                   | 호시하라 미사오                                   | -               | -                          | - | - |
| 나폴레옹／더그 대좌 | -                                                   | 나츠미 요                                         | -               | -                          | - | - |
| 마롱 글라세         | 아스카 유                                           | -                                                 | 미키 치구사     | 쿠니 나츠키                | 쿠니 나츠키 | 하나즈키 유마                                                                                                   |
| 기누                | 아마세 이즈루                                       | -                                                 | -               | -                          | - | - |
| 플로라              | 야마시나 아이                                       | -                                                 | -               | -                          | - | - |
| 로베스피에르        | 아야나 오토                                         | -                                                 | 니시키 아이     | -                          | - | - |
| 라 파이예트         | 타니 미즈세                                         | -                                                 | -               | -                          | - | - |
| 라사르              | 오나기 마오                                         | -                                                 | -               | -                          | 츠키오 카즈사 | 미나미 마이토                                                                                                   |
| 쥬르                | 다이고 세시루                                       | -                                                 | -               | -                          | - | - |
| 장                  | 렌조 마코토                                         | -                                                 | -               | -                          | 아야시로 레아 | 키라 마사토 |
| 카톨리느            | -                                                   | 에리 치아키                                       | -               | -                          | 사쿠라 이치카 | 츠키노 히메카                                                                                                   |
| 조안나              | -                                                   | 사쿠라 이치카                                     | -               | -                          | 하츠히메 사아야 | 히토미 유유 |
| 프랑소와 아르망     | -                                                   | 모치즈키 리세                                     | -               | 스즈 하루키                | - | - |
| 시몬느              | -                                                   | 하나노 쥬리아                                     | -               | 스즈나 사야                | 나츠미 요 | 메부키 유키나                                                                                                   |
| 멕시오르 샤론       | -                                                   | 오기 메구무                                       | -               | 미마키 사쿄                | - | - |
| 미셸                | -                                                   | 유즈미 슌                                         | -               | 하스미 유우야              | 코가 아사히 | 하나미네 치하루                                                                                                 |
| 질베르트            | -                                                   | 아이즈미 모에리                                   | -               | -                          | - | - |
| 로셀로바            | -                                                   | 아사카 마나토                                     | -               | 나나미 히로키              | 히나타 산 | 마키 이즈미(다카라즈카) 미나미 마이토(도쿄)                                                                     |
| 돌 브루제           | -                                                   | 츠키오 카즈사                                     | -               | 스미키 사야토              | - | - |
| 수잔느              | -                                                   | 시라하나 레미                                     | -               | -                          | - | - |
| 이자벨라            | -                                                   | 아마미야 나오                                     | -               | 아야조노 유키              | 시라하나 레미 | 미사키 리온 |
| 일레네              | -                                                   | 하나즈키 유마                                     | -               | -                          | - | - |
| 마리 루이즈         | -                                                   | 메부키 유키나                                     | -               | -                          | - | - |
| 알버트 드랜드       | -                                                   | 아야시로 레아                                     | -               | -                          | - | - |
| 라사르 드레세       | -                                                   | 세토 카즈야                                       | -               | 텐레이 미온                | - | - |
| 피에르 장           | -                                                   | 오오토리 마유                                     | -               | -                          | - | - |
| 콘티 대공비         | -                                                   | -                                                 | 마리 유즈미     | -                          | - | - |
| 카론느 부인         | -                                                   | -                                                 | 아사미네 히카리 | -                          | 타카쇼 미즈키 | 시라하나 레미(다카라즈카) 하나나 미오(도쿄)                                                                     |
| 람바르 부인         | -                                                   | -                                                 | 모모카 사리     | -                          | [[에리 치아기ㅣ]] | 하나나 미오 |
| 드긴 부인           | -                                                   | -                                                 | 마리노 유이     | -                          | - | - |
| 람베스크 부인       | -                                                   | -                                                 | 고토 마리에     | -                          | 하나노 쥬리아 | 우메사키 이부                                                                                                   |
| 루시안              | -                                                   | -                                                 | 유메노 세이카   | -                          | - | - |
| 부관 에벨           | -                                                   | -                                                 | -               | 아모우                     | 마유즈키 코우 | 사에즈키 루나                                                                                                   |
| 이본느              | -                                                   | -                                                 | -               | 오미 아코                  | 카요 키라리 | 시라키 아카리(다카라즈카) 카쵸 시호(도쿄)                                                                       |
| 일레네              | -                                                   | -                                                 | -               | 하나카게 아리사            | 아마미야 나오 | 나나 쿠라라(다카라즈카) 사호 유카리(도쿄)                                                                       |
| 메리                | -                                                   | -                                                 | -               | 아이하나 치사키            | - | - |
| 피에르 장           | -                                                   | -                                                 | -               | 카쇼 나오토                | - | - |
| 알버트 드랜드       | -                                                   | -                                                 | -               | 호쥬 이치                  | - | - |
| 마르스 유랑         | -                                                   | -                                                 | -               | 츠키에 쥬마                | - | - |
| 에벨 시니에         | -                                                   | -                                                 | -               | 아이즈키 히카루            | - | - |
| 드긴 부인           | -                                                   | -                                                 | -               | -                          | 유마 린 | 아마미야 나오                                                                                                   |
| 아르망              | -                                                   | -                                                 | -               | -                          | 하나가타 히카루 | 세토 카즈야 |
| 드랜드              | -                                                   | -                                                 | -               | -                          | 오기 메구무 | 덴마 미치루 |
| 드렛세              | -                                                   | -                                                 | -               | -                          | 유기리 라이 | 와타루 히비키                                                                                                   |
| 브루제              | -                                                   | -                                                 | -               | -                          | 유즈미 슌 | 사에바나 리오ᄂᆢ                                                                                                 |
| 샤론                | -                                                   | -                                                 | -               | -                          | 아사카 마나토 | 아야시로 레아                                                                                                   |
| 베르                | -                                                   | -                                                 | -               | -                          | 노조미 후토 | 히다카 다이치                                                                                                   |
| 메리                | -                                                   | -                                                 | -               | -                          | 하나즈키 유마 | 마호 츠구미 |
| 알베르              | -                                                   | -                                                 | -               | -                          | 미네노 카즈마 | 나츠시로 란카                                                                                                   |
| 대장                | 이츠키 치히로                                       |                                                   |                 |                            | - | - |
| 근위병사            | 이사키 마오토 유우키 센쥬 아이키 유마               | 아마기리 마요 아야미 하야 아마오 케이카 마히로 슌 |                 |                            | - | - |
| 수녀                | 유리카 시호 마이사키 린 모리사키 카구야 진 레이카   |                                                   |                 |                            | - | - |
| 귀족의 딸           | 아사키 유메미 카호 안나 호즈키 하루나 하루카 미도리 |                                                   |                 |                            | - | - |
| 평민 의회           | 히이라기 토모에 마나미 소라                         |                                                   |                 |                            | - | - |
| 가령                | 호카제 나루미                                       |                                                   |                 |                            | - | - |
| 마을사람            |                                                     |                                                   |                 |                            | 시호 나나미 시요 레네 우라키 히로토 나츠시로 란카 하나미네 치하루 덴마 미치루 긴카 스이 카즈사 요시키 호료 아야 카즈미 쇼 마이즈키 나기사 아사히 미라이 아이하 후부키   | 하나미네 치하루 덴마 미치루 마키 이즈미 (다카라즈카) 호료 아야 하류 미츠키 마이즈키 나기사 유즈카 레이          |
| 부인                |                                                     |                                                   |                 |                            | 아이즈미 모에리 메부키 유키나 | 료 카구라 하루하나 키라라                                                                                       |
| 술집의 여자         |                                                     |                                                   |                 |                            | 세이카 마이 우메사키 이부 료 카구라 츠키노 히메카 | 카쵸 시호 하츠하나 미사키 사호 유카리 센나 아야세                                                               |
| 위병대              |                                                     |                                                   |                 |                            | 세토 카즈야 사에즈키 루나 오오토리 마유 키라 마사토 마나세 하루카 타이가 린 히다카 다이치 마키 이즈미 코류 히비키 하류 미츠키 사에바나 리오나 미나미 마이토 유즈카 레이 | 긴카 스이 카즈사 요시키 호료 아야 카즈미 쇼 하류 미츠키 마이즈키 나기사 아사히 미라이 유즈카 레이 아이하 후부키 |
| 시녀                |                                                     |                                                   |                 |                            | 히토미 유유 시라키 아카리 카쵸 시호 하루하나 키라라 | 아야사키 메이 마리카 유메 하나오리 치사 하나키 마호                                                             |

## 참고 문헌
- 다카라즈카 가극 100년사 무대편
- 다카라즈카 가극 100년사 인물편